# Frank Luck
Frank Luck (Schmalkalden, 5 december 1967) is een Duits voormalig biatleet.

## Carrière
Luck kwam voor Oost-Duitsland uit op de Olympische Winterspelen 1988 en behaalde de zesde plaats in de sprint. Een jaar later werd Luck wereldkampioen op de sprint en de estafette. Vanaf het seizoen 1990/91 kwam Luck uit voor het verenigde Duitsland. Luck werd met de Duitse ploeg nog vijfmaal wereldkampioen in de estafette. De Olympische Winterspelen 1992 in het Franse Albertville moest Luck aan zich voorbij laten gaan vanwege de bof. Tijdens de Olympische Winterspelen 1994 won Luck de gouden medaille op de estafette en de zilveren medaille op de 20 km individueel. Vier jaar later in Nagano prolongeerde Luck met zijn ploeggenoten de olympische titel op de estafette. In 1999 won Luck zijn tweede individuele wereldtitel door de 10 km sprint te winnen. Tijdens de Olympische Winterspelen 2002 won Luck de zilveren medaille in de individuele wedstrijd en in de estafette.

## Resultaten

### Olympische Winterspelen
| Jaar | Plaats         | Resultaten                                                                                 |
| ---- | -------------- | ------------------------------------------------------------------------------------------ |
| 1988 | Calgary        | 6de 10 km sprint                                                                           |
| 1994 | Lillehammer    | 20 km individueel · 6de 10 km sprint · 4 x 7,5 km estafette                                |
| 1998 | Nagano         | 7de 10 km sprint · 4 x 7,5 km estafette                                                    |
| 2002 | Salt Lake City | 29ste 10 km sprint · 11de 12,5 km achtervolging · 20 km individueel · 4 x 7,5 km estafette |

### Wereldkampioenschappen
| Jaar | Plaats           | Resultaten                                                                                                   |
| ---- | ---------------- | --- |
| 1989 | Feistritz        | 4de 20 km individueel · 10 km sprint · 4 x 7,5 km                                                            |
| 1990 | Minsk            | 6de 20 km individueel · 5de 10 km sprint · team · 4 x 7,5 km                                                 |
| 1991 | Lahti            | 10 km sprint · 4 x 7,5 km                                                                                    |
| 1992 | Novosibirsk      | 7de team |
| 1993 | Borovets         | 10de 20 km individueel · team · 4 x 7,5 km                                                                   |
| 1995 | Rasen-Antholz    | 11de 20 km individueel · 7de 10 km sprint · 4 x 7,5 km                                                       |
| 1996 | Ruhpolding       | 8ste 20 km individueel · 33ste 10 km sprint · 6e team · 4 x 7,5 km                                           |
| 1997 | Brezno           | 7de 10 km sprint · 9de 12,5 km achtervolging · team · 4 x 7,5 km                                             |
| 1998 | Pokljuka         | team |
| 1999 | Kontiolahti      | 24ste 20 km individueel · 10 km sprint · 12,5 km achtervolging · 20ste 15 km massastart · 4e 4 x 7,5 km      |
| 2000 | Oslo             | 20 km individueel · 4de 10 km sprint · 12,5 km achtervolging · 17e 15 km massastart · 4 x 7,5 km             |
| 2001 | Pokljuka         | 11de 10 km sprint 17de 12,5 km achtervolging 22ste 15 km massastart 12de 4 x 7,5 km                          |
| 2002 | Oslo             | 6e 15 km massastart                                                                                          |
| 2003 | Chanty-Mansiejsk | 36ste 20 km individueel · 30ste 10 km sprint · 5de 12,5 km achtervolging · 17e 15 km massastart · 4 x 7,5 km |
| 2004 | Oberhof          | 4 x 7,5 km                                                                                                   |